# Darwin (Familienname)
Darwin ist ein Familienname.

## Namensträger
- Ben Darwin (* 1976), australischer Rugby-Union-Spieler
- Bernard Darwin (1876–1961), britischer Jurist, Sportjournalist und Schriftsteller
- Charles Darwin (1809–1882), britischer Naturforscher Begründer der modernen Evolutionstheorie
- Charles Galton Darwin (1887–1962), englischer Physiker
- Ellen Wordsworth Darwin (1856–1903), britische Stipendiatin und Dozentin
- Emma Darwin (Emma Wedgwood, 1808–1896), Cousine und Ehefrau des englischen Naturforschers Charles Darwin
- Erasmus Darwin (1731–1802), britischer Arzt, Naturforscher und Dichter
- Francis Darwin (1848–1925), englischer Botaniker
- George Howard Darwin (1845–1912), englischer Astronom und Mathematiker
- Horace Darwin (1851–1928), britischer Bauingenieur
- John Gareth Darwin (* 1948), britischer Historiker
- Leonard Darwin (1850–1943), englischer Ökonom, Eugeniker, Politiker
- Robert Darwin (1766–1848), englischer Arzt
- Robert Waring Darwin (1724–1816), englischer Arzt und Botaniker
- Sarah Darwin (Sarah Catherine Vogel; * 1964), britische Botanikerin